# 閻貴妃 (宋理宗)
閻貴妃（13世纪?—1260年），南宋妃嫔，宋理宗晚年时的贵妃，曾抚养瑞国公主。
阎氏从小就妖艳多姿。被选入宫时，初封宜春郡夫人，寻晋封为美人，后晋封为婉容。淳佑九年（1249）九月，从婉容升到贵妃。当时贾贵妃去世，留下六岁的女儿瑞国公主，理宗不可一日無美色，閻貴妃又以姿色得寵，宋理宗便将瑞国公主交由阎贵妃抚养。她恃宠而骄，阎贵妃想修建功德寺，宋理宗不惜动用国库为其修功德寺，派遣吏卒到各州县搜集木材，为了求得合适的的梁柱，竟想砍去灵隐寺前的晋代古松。幸好灵隐寺住持僧元肇，写了一首诗：“不为栽松种茯苓，只缘山色四时青。老僧不许移松去，留与西湖作画屏。”这才保住古松。功德寺前后花了三年建成，耗费极大，比自家祖宗的功德寺还要富丽堂皇，时人称为“赛灵隐寺”，阎贵妃有宋理宗这般宠爱，一些投机钻营的小人，自然去走她的门路，閻貴妃專橫後宮，把持朝政，排斥異己。所有的大臣都要靠巴結閻貴妃來獲取理宗的信任提拔。連董宋臣也是靠巴結閻貴妃被理宗寵信的。
阎贵妃是理宗晚年最宠爱的妃子，理宗对阎贵妃赏赐无度，阎贵妃在理宗的宠爱下，骄横专恣，干权乱政。宋理宗没有儿子，只有一个女儿瑞国公主，爱如掌上明珠，瑞国公主下嫁，马天骥绞尽脑汁送了一份别出心裁的大礼，得到宋理宗的欢心，与丁大全同时被任命为执政，所以阎贵妃又与马天骥、丁大全、人称“董阎罗”的董宋臣等奸臣内外勾结、专擅弄权引起很多正直人士的不满，史称“阎马丁董”。当时，有人在朝门上题八个大字：“阎马丁当，国势将亡。”人們把宋理宗、閻貴妃與董宋臣同唐明皇、楊貴妃與高力士相提並論。理宗還自我寬慰道：「朕雖不德，未如明皇之甚。」
景定元年（1260）七月，阎贵妃薨，赐谥“惠昭”。